# Piper taperanum
Piper taperanum är en pepparväxtart som beskrevs av Truman George Yuncker. Piper taperanum ingår i släktet Piper och familjen pepparväxter. Inga underarter finns listade i Catalogue of Life.